# ياو جونيور سينايا
ياو سييرام جونيور سينايا (بالفرنسية: Yao Junior Sènaya)‏ (مواليد 19 أبريل 1984 في لومي) لاعب كرة قدم توغو دولي يجيد اللعب في خط الوسط . لعب لصالح نادي الجزيرة الحمراء الإماراتي منذ سنة 2009 ونادي دبا الحصن .

## روابط خارجية
- ياو جونيور سينايا على موقع الاتحاد الدولي (مؤرشف)  (الإنجليزية)
- ياو جونيور سينايا على موقع قاعدة بيانات كرة القدم.إي يو (الإنجليزية)
- ياو جونيور سينايا على موقع ناشيونال فوتبول تيمز (الإنجليزية)
- ياو جونيور سينايا على موقع Soccerway.com (الإنجليزية)
- ياو جونيور سينايا على موقع عالم كرة القدم.نت (الإنجليزية)